# Social Collaboration
Social Collaboration [ˈsəʊʃəl kəˈlæbəreɪʃən] (englisch für gemeinsame und vernetzte Zusammenarbeit), im Unternehmenskontext konkretisiert als Social Business Collaboration, auch in einer gewissen begrifflichen Nähe stehend zu E-Collaboration und Smart Collaboration, bezeichnet pauschal die Zusammenarbeit von Menschen in Projekten, Gruppen oder auch Teams mit Hilfe des Internets und elektronischer Medien. Bei einer solchen vernetzten Zusammenarbeit geht es nicht nur um die rein technischen Fragen, wie beispielsweise die Nutzung bestimmter Plattformen oder spezifischer Kommunikationskanäle. Als Prozess betrachtet handelt es sich auch um eine sozio-kulturelle Entwicklung des Kommunikationsverhaltens und Arbeitsstils der beteiligten Menschen bei der Arbeit an gemeinsamen Projekten. Dies kann man besonders bei der Einführung im Unternehmenskontext betrachten. In dieser Hinsicht unterscheidet sich der Begriff auch von dem eines Enterprise 2.0.

## Begriffsgeschichte

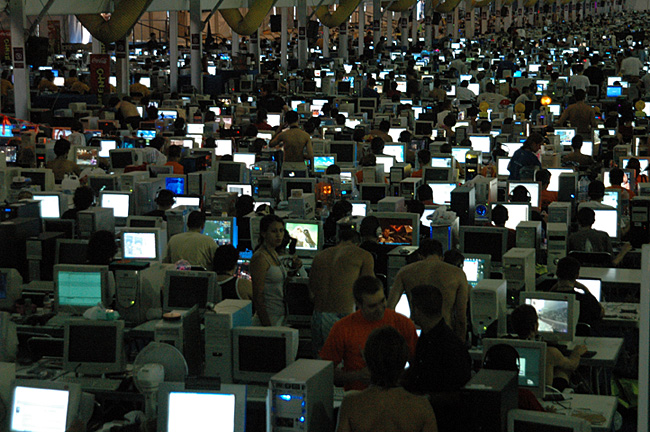
Die Zusammenarbeit über Computer und Internet ist nicht neu. Bereits sehr früh wurden sogenannte „LAN-Parties“ veranstaltet, auf denen man sich vernetzten konnte und beispielsweise gemeinsam gegeneinander bzw. miteinander spielte.

Eine Social Collaboration steht zunächst für eine Fülle von Maßnahmen zur technikgestützten Zusammenarbeit von zeitlich und räumlich getrennten Teams und Gruppen. Dabei werden vor allem die so bezeichneten Social Media, wie etwa Wikis und Blogs, als Werkzeuge (Tools) genutzt. Eingesetzt werden die Collaboration Tools in der Regel zum Arbeiten an einer gemeinsamen Aufgabe. Social Collaboration steht aber auch für den Prozess bzw. die Veränderung des Verhaltens der einzelnen Beteiligten. Die erfolgreichste Praxis einer Social Collaboration stellt dabei die Zusammenarbeit in der Wikipedia selbst dar, wenn man nicht nur die reine Technik eines Wiki betrachtet. Etabliert haben sich historisch auch einige andere Begriffe wie etwa der einer Unified Communications oder E-Collaboration. In der Regel werden hierbei vor allem technische Teilaspekte dieses Prozesses betrachtet.

### Unified Communications
Aus der Perspektive der Echtzeitkommunikation nähert sich der Begriff „Unified Communications“ dem Thema Social Collaboration. Durch eine Zusammenführung aller verwendeten Kommunikationsdienste, gemeinsam mit einer Integration von Präsenzfunktionen, soll „die Erreichbarkeit von Kommunikationspartnern in verteilter Arbeit“ verbessert werden.

### E-Collaboration
Da für die Social Collaboration überwiegend elektronische Mittel bzw. die sogenannten Social Media benutzt werden entstand der Begriff „E-Collaboration“. „E-Collaboration macht Wissen explizit und reflektierbar, vereinfacht Komplexität und überbrückt Raum und Zeit“. Die Betonung der Vorteile für örtlich getrennte oder zeitlich asynchron arbeitende Teammitglieder oder Projektmitarbeiter steht hier im Vordergrund der Betrachtung.

### Smart Collaboration
Folgt man der ganzheitlichen Sichtweise von Davenport, so ist „Smart Collaboration“ in begrifflicher Nähe zu Enterprise 2.0 stehend zu begreifen. Im Kern geht es dabei um den Einsatz von Social Software bzw. Kollaborationssoftware, etwa bei der Produktentstehung in Unternehmen. „Smart Collaboration“ wird trotz seiner begrifflichen Nähe zu Social Collaboration nicht als synonymer Begriff zu letzterem aufgefasst. Des Weiteren nimmt „Smart Collaboration“ die Rahmenbedingungen, die beispielsweise in Unternehmen vorgegeben werden, explizit auf.

### Enterprise 2.0

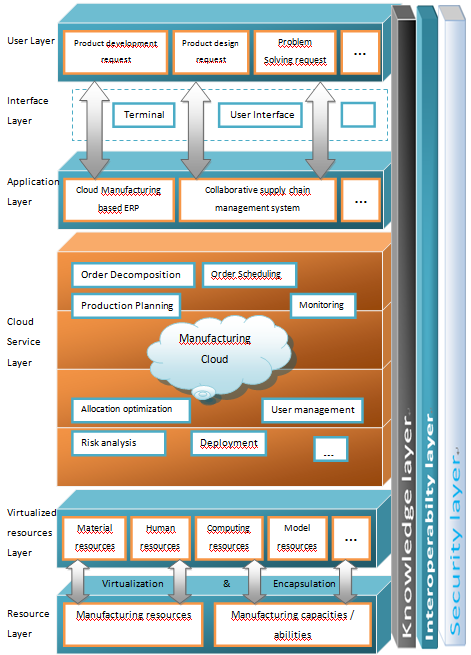
Dass die Vorteile einer vernetzten und virtuellen Zusammenarbeit auch im Unternehmensbereich genutzt werden können, wird schon länger diskutiert. Hierzu gibt es auch sehr unterschiedliche Konzepte eines Enterprise 2.0. Social Collaboration geht jedoch über den Produktions- und Vertriebszusammenhang weit hinaus.

Der Begriff Enterprise 2.0, der auf Andrew P. McAfee zurückgeht, bezeichnet vorrangig den Einsatz von Social Software im Kontext eines Unternehmens zur (unterstützenden) Organisation der Zusammenarbeit der Beschäftigten sowie zur internen und externen Kommunikation oder auch dem Wissensmanagement.

## Techniken und Konzepte
Webbasierte Software und Social Media werden auch zur gemeinsamen Arbeit im privaten Bereich, z. B. für das Studium oder in der Vereinsarbeit, eingesetzt. In Unternehmen wird Social Collaboration als elektronische und vernetzte Zusammenarbeit entlang der Wertschöpfungskette verstanden. Die dabei verwendeten Tools werden gezielt eingesetzt, um den Informationsfluss im Unternehmen zu optimieren. Aber auch dazu, mit den Kunden zu kommunizieren oder eine Personalentwicklung zu betreiben. In der realen Anwendung überschneiden sich der private und berufliche Bereich oft, denn Beschäftigte bringen ihre privaten Arbeitsumgebungen in das Unternehmen ein – oder nutzen die Unternehmenskanäle auch zur privaten Kommunikation.
Die Konzepte haben sich im Laufe der Zeit zum Teil parallel entwickelt. Deshalb gibt es hier – auch begrifflich – relativ große Überschneidungen. Die jeweils damit verbundene Technik behandelt dann in der Regel einzelne Problemfelder. Auf der eher theoretischen und interdisziplinär forschenden Ebene befasst sich die Computer Supported Cooperative Work (CSCW bzw. rechnergestützte Gruppenarbeit) mit diesem Thema. Hier wird explizit der Zusammenhang von Kooperationen zwischen Menschen und deren Unterstützbarkeit durch Computer und Technik behandelt.
Ebenfalls auf einer theoretischen Ebene, vor allem in Bezug auf die Wechselwirkung zwischen sozialen Gruppen und Softwaresystemen, beschäftigt sich die Sozioinformatik mit diesem Thema.

### Erreichbarkeits- und Kommunikationskonzepte
Das Beispiel der Unified Communications zeigt, dass es hierbei zunächst organisatorisch und technisch darum ging, die Erreichbarkeit der unterschiedlichen Teammitglieder sicherzustellen. Dies schließt an die Entwicklung von (virtuellen bzw. distanten) Konferenzsystemen an. Neben der Erreichbarkeit war zu klären, wie der Austausch, der im Rahmen der zusammen arbeitenden Menschen notwendig ist, adäquat und zeitgerecht (Echtzeitkommunikation) organisiert werden konnte. Die Vernetzung der Kommunikation beinhaltet auch die Frage, inwiefern notwendige Dokumente zur Verfügung gestellt werden können.

### Gemeinsame Verwaltung von Medien und Dokumenten

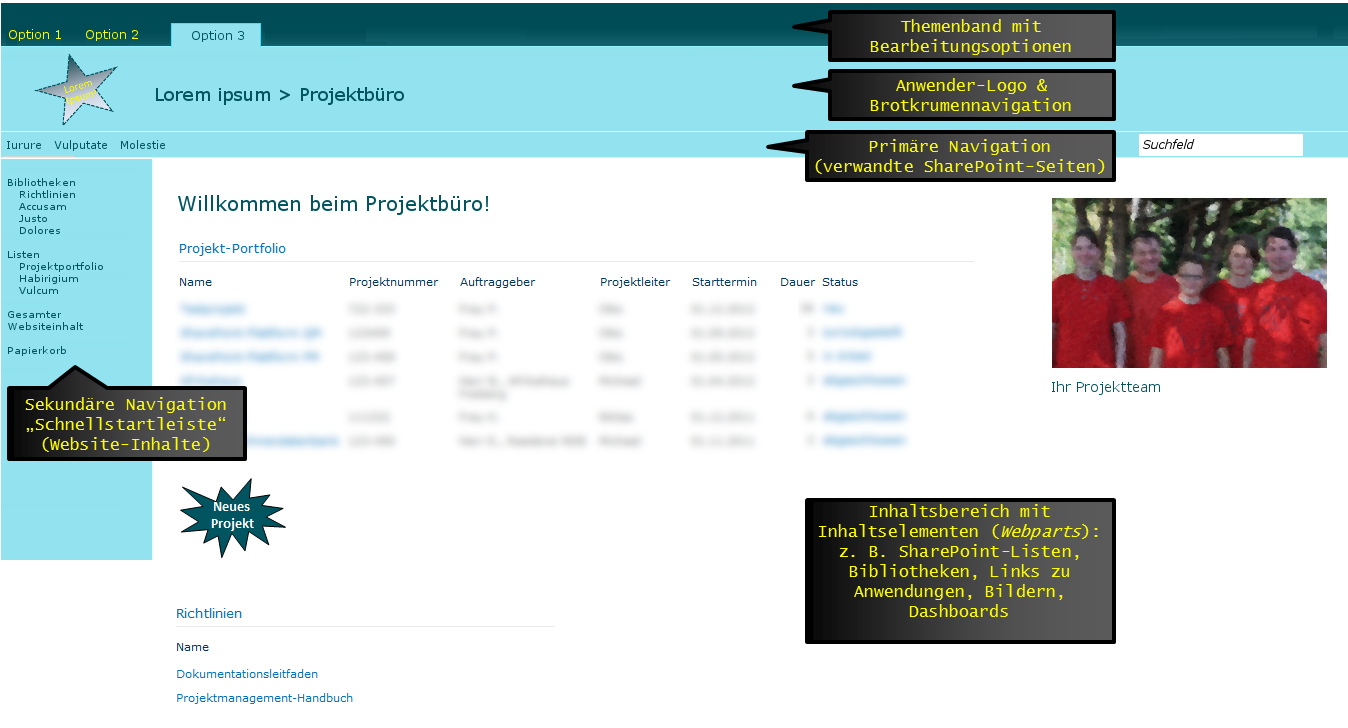
SharePoint von Microsoft ist ein Beispiel für ein sehr stark dokumentorientiertes Zusammenarbeiten im Rahmen von Gruppen und Teams.

Bereits sehr früh wurde mit Lotus Notes eine Möglichkeit geschaffen, ein verteiltes Datenbanksystem mit enger E-Mail-Anbindung zu nutzen, das auf Dokumente einer organisatorischen Einheit fokussiert war. Mit der Einführung von Wikis als Möglichkeit, kollaborativ Texte zu bearbeiten, wurde das Thema virulent, wie ganz generell Medien und Dokumente im Rahmen einer gemeinsamen Zusammenarbeit über Organisationsgrenzen hinaus zur Verfügung gestellt werden können. Das „Arbeiten in der Cloud“ ist hierfür ein Schlagwort. Typische Beispiele sind Google Docs für Dokumente oder auch Dropbox für eine Online-Speicherung von Medien allgemein. Diese können bei Bedarf geteilt und mit-geteilt werden.

### Konzepte des Wissensmanagements

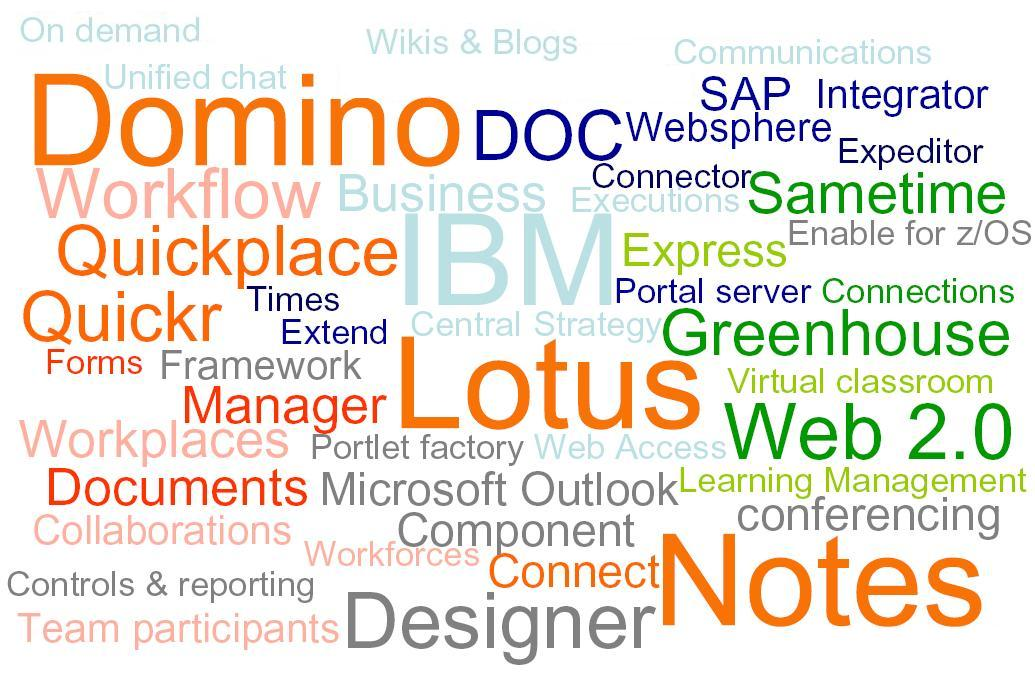
Das Tagging bzw. im Social Collaboration Kontext "Social Tagging" ist eine spezielle Form, Daten zu organisieren und Informationen zu gewichten. Im Bild eine sogenannte "Tag Cloud" als grafische Verdeutlichung.

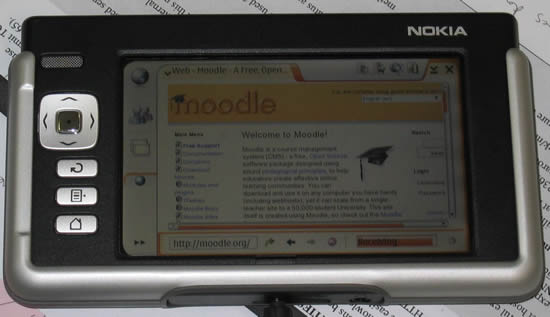
E-Learning Plattformen wie etwa Moodle können durchaus als Vorreiter einer Social Collaboration betrachtet werden, da sie viele unterschiedliche Lernwerkzeuge mit einem einzigen Zugang erreichbar machten. Auch für unterwegs. Vor allem jedoch ermöglichen sie das gemeinsame Arbeiten und Lernen im virtuellen Raum.

"E-Collaboration macht Wissen explizit und reflektierbar, vereinfacht Komplexität und überbrückt Raum und Zeit." Viele der verwendeten technischen Instrumente sind dazu gedacht, ein sogenanntes Wissensmanagement zu ermöglichen. Hier stellt sich allerdings das Problem ein, dass der jeweils verwendete Wissensbegriff meist unscharf ist. Häufig ist bei diesen Konzepten nicht Wissen gemeint, sondern, den technischen Modellen relativ strikt verhaftet, die Speicherung von Daten oder daraus generierte Informationen bzw. Dokumente.
Im Prinzip sind jedoch die vielfältig entstandenen Lernplattformen im Bereich des E-Learning, wie etwa Moodle, das Vorbild für eine Social Collaboration. Durch die Sammlung unterschiedlicher Lerninstrumente über einen zentralen Zugang ermöglichen sie ein "Social Learning" – gegenüber reinen Computer- oder Webbased-Trainings. Die Weiterentwicklung zur Social Collaboration im Sinne einer Erweiterung auf die Ausübung von Kompetenzen im Arbeitskontext ist dabei nur konsequent.

### Social Collaboration Plattformen
Erst Plattformen wie etwa Confluence, IBM Connections oder auch SharePoint fassen alle verfügbaren Technologien zusammen und bündeln sie technisch zu dem, was nun Social (Business) Collaboration bezeichnet wird. Das betrifft auch die mobilen Bestandteile oder das, was man mit "Cloud-Computing" bezeichnet. Also beispielsweise über Unternehmensgrenzen hinaus zu den Anwendern bzw. Kunden.

## Anwendungsgebiete
Ganz grundsätzlich ist eine Social Collaboration in allen Bereichen der Zusammenarbeit von Menschen denkbar bzw. möglich. Es haben sich jedoch vor allem im Bereich der Wirtschaft bestimmte Anwendungsfelder und Branchen herausgebildet, in denen ein Einsatz als äußerst gewinnbringend betrachtet wird. Dies sind beispielsweise:
- Der Einsatz in der gesamten IK-T Branche,
- die Verwendung im Werkzeug-, Fahrzeug- und Maschinenbau,
- Nutzung im Bereich der Investitionsgüterindustrie,
- eine Verwendung in der Zusammenarbeit mit den Kunden und
- ein Einsatz bei der internen Zusammenarbeit großer Unternehmen.

Im Bereich der Verwaltung, der Dienstleistungen oder des Handwerks, bzw. allgemein auch bei Kleinunternehmen, ist eine Einführung bisher zu aufwändig. Wobei der besondere Bereich des E-Government durchaus eine Brücke zur Social Collaboration schlagen kann.
Ein gewinnbringender Einsatz ist nicht nur monetär zu sehen, sondern beinhaltet auch effektivere Formen der Zusammenarbeit und des Austauschs. Dennoch ist eine Social Collaboration im originären Sinn derzeit noch nicht weit verbreitet. Das geht aus einer Studie des BITKOM von 2012 hervor, nach der „viele Unternehmen bei Social Collaboration noch ganz am Anfang“ stehen. Was vor allem damit zu tun hat, dass sie in den meisten Unternehmen technikgetrieben implementiert und als (rein) technologische Weiterentwicklung verstanden wird. So werden oft die neuen Nutzungsmöglichkeiten auf alten Konzepten der Zusammenarbeit aufgebaut. Doch erst wenn der unternehmenskulturelle Wandel, der für eine Social Collaboration notwendig ist, aktiv aufgegriffen wird, kann die vernetzte Zusammenarbeit als soziale Praxis funktionieren. Notwendig wird dabei, in den einzelnen Anwendungsgebieten – oder auch generell – die Autonomie auf die einzelnen Personen, die Projekte und Teams zu übertragen.

## Social Collaboration als sozio-kultureller Prozess

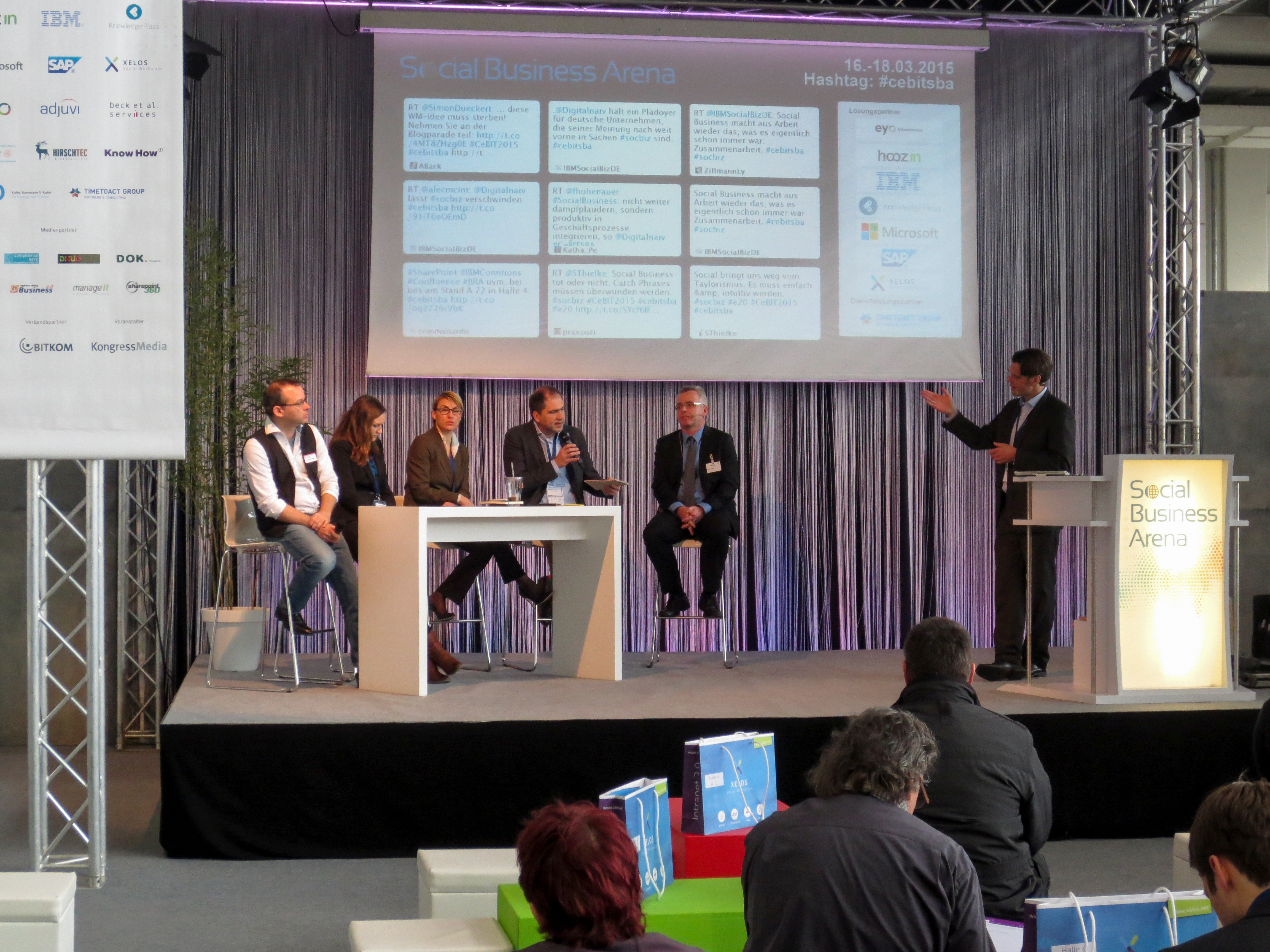
Unter dem Motto "Social als Wegbereiter der Digitalen Transformation" wurde im Rahmen der Social Business Arena 2015 (Cebit) die Frage nach den Implikationen einer Social Collaboration gestellt. Im Bild eine Diskussion zu der Frage "Quo vadis Enterprise 2.0 und Social Collaboration?"

Der Fokus der Betrachtung liegt, wie in der Begriffsgeschichte gezeigt, bei den meisten Konzepten im Bereich der Technik. Social Collaboration wird dann als Werkzeug bzw. "Artefakt" verstanden, d. h. in einem weiten Sinn als "Gerätschaft" oder technische Vorrichtung, mit der man nun lernen oder arbeiten kann. "Social Media lösen Kulturwandel in Unternehmen aus" lässt jedoch inzwischen selbst der Branchenverband BITKOM in einer Pressemeldung verlauten. Damit wird immer deutlicher, dass Social Collaboration kein (rein) technisches Vorgehen darstellt. Technologien bestehen in keinem Fall nur aus artifiziellen Bestandteilen, wie beispielsweise den Arbeitsplatzcomputern oder dem Intranet. Jede Technologie benötigt für ihre aktive Nutzung immer die dazugehörigen und über sie vermittelten sozialen Institutionen – auch in Unternehmen. Mit anderen Worten: Man kann den Gebrauch von Social-Business-Collaboration Plattformen nicht wirklich verstehen oder gar sinnvoll gestalten, wenn man nicht die Ebene einer sozialen Praxis, die dazu notwendig ist, ebenfalls in den Blick nimmt.

### Technik und soziale Praxis
Die Sozialen Medien unter dem Stichwort Web 2.0 werden generell als Technologien betrachtet, die – zumindest potenziell – bewirken können, dass eine partizipative Beteiligung möglich wird. Das gilt auch für die davon betroffenen Beschäftigten bzw. auch für Arbeitsprozesse, den Workflow. Die Vernetzungs- und Informationsmöglichkeiten, die sich über Social Collaboration Plattformen ergeben, sind allesamt den interaktiven Formen der Beteiligung und einer Transparenz bei der Benutzung zu verdanken. Das ist jedoch ein Bereich, der weit jenseits der technischen Voraussetzungen anzusiedeln ist.
Um beispielsweise Routinen technischer Nutzung in Unternehmen zu erklären oder Formen des Umgangs mit Artefakten bzw. den realen Gebrauch sozialer Medien ist die Idee von sozialen Praktiken hilfreich. Auch bei einer Social Collaboration geht es zugleich immer um die Fragen von Sinn und Sinnproduktion bzw. ganz allgemein des Sozialen im Sinne einer kollektiven Zugehörigkeit beim kollaborativen Arbeiten. Für Andreas Reckwitz "lässt sich das mediennutzende Subjekt nun als jemand analysieren, dem die Techniken des Mediengebrauchs zu 'Techniken des Selbst' werden, so dass sich durch die medialen Praktiken bestimmte 'innere' Kompetenzen und Dispositionen aufbauen".

### Das Beispiel der Wikipedia

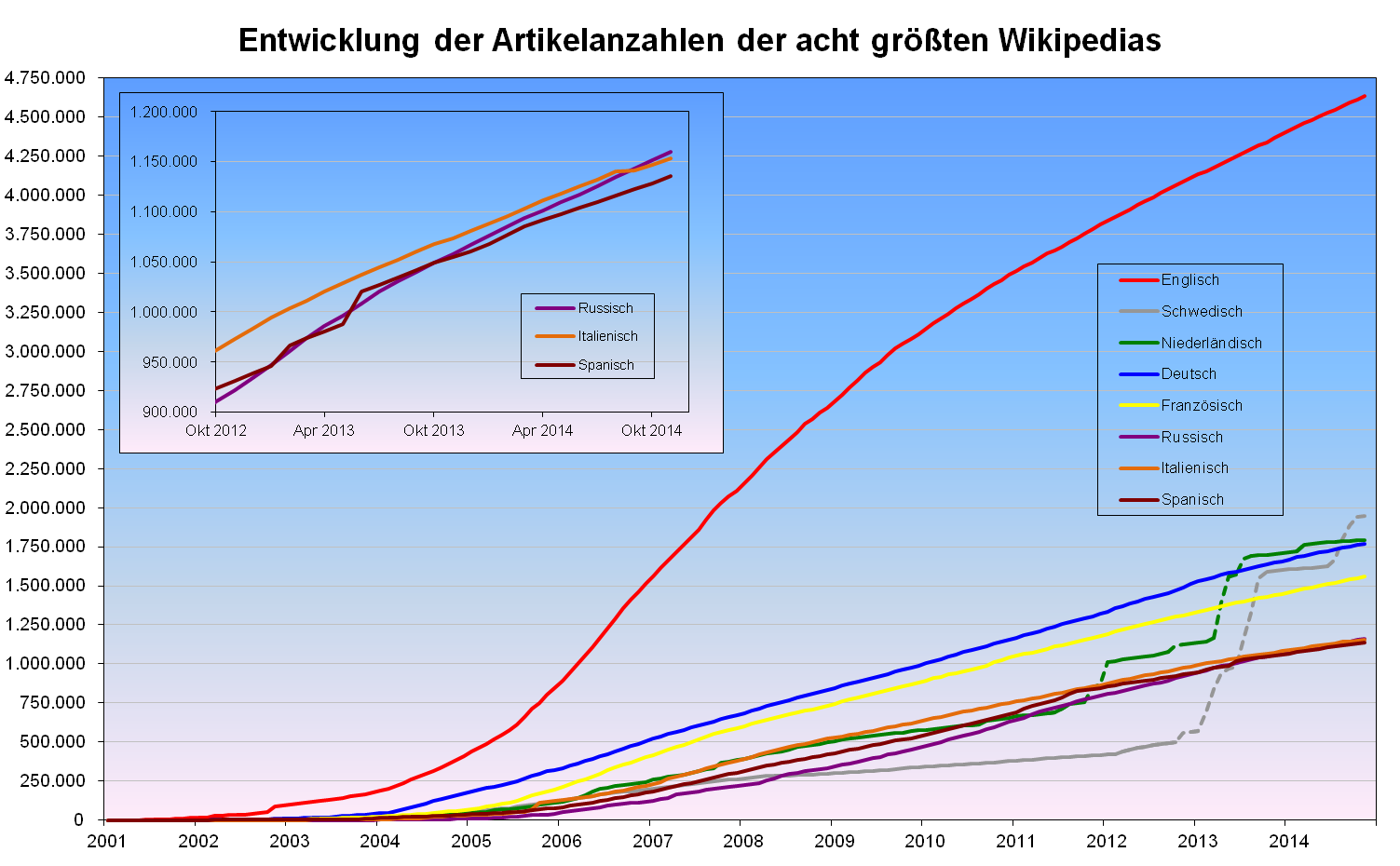
Der Erfolg der Wikipedia zeigt, dass es bestimmter Bedingungen bedarf, dass eine Social Collaboration in der Praxis funktioniert. Und dass sie auch im nicht ökonomischen Kontext zu Hause sein kann.

Vor allem wenn es die Absicht gibt, Informationen und Wissen in einem Dialog zu etablieren, bilden Wikis mittlerweile eine wichtige Grundlage. "Insbesondere durch den Erfolg der Wikipedia […] haben Wikis als spezifische Form computerbasierter Kommunikation und als kollaborative Web-Applikation in den letzten Jahren ein größeres öffentliches Interesse erregt". Deshalb werden sie mittlerweile verbreitet auch im Unternehmenskontext, beispielsweise im Rahmen von Wissensmanagementsystemen, eingesetzt. Zum eigentlichen Sachverhalt können im Rahmen eines Wiki verschiedene Blickwinkel eingebracht werden. In den Artikeln selbst kann die Vernetzung zu benachbarten Wissensgebieten oder anderen notwendigen Informationen leicht gewährleistet werden. Vor allem die Kommentarfunktionen in den Wikis, die für jeden Eintrag zur Verfügung stehen, ermöglichen es, einen Dialog über das Wissen zu entfalten. Mit der Kommentierung und gemeinsamen Gestaltung verändert sich jedoch auch die Art und Weise, wie Wissen generiert und darüber kommuniziert wird. Die Kommentarfunktion wird bei Artikeln in der englischsprachigen Wikipedia anders, vor allem häufiger, genutzt, als in der deutschen Ausgabe. An dem einfachen Beispiel, "dass die Nutzung der gemeinsamen Software in den einzelnen Wikipedias auf eine unterschiedliche Weise" erfolgt, kann gezeigt werden, dass es eine kulturell unterschiedliche Herangehensweise gibt, Artikel zu erstellen. Doch die Arbeit mittels eines Wiki bewirkt auf der sozio-kulturellen Ebene noch mehr.
Die Zusammenarbeit auf den verschiedensprachigen Wikipedias erfolgt freiwillig und weitgehend "virtuell" bzw. in einem vernetzten Kontext. Das bedeutet zunächst bzw. in der Regel, dass sich die Autoren vorher nicht von Angesicht zu Angesicht gesehen oder gar kennengelernt haben. Da es keine finanziellen Anreize sind, die diese oft sehr aufwändige freiwillige Arbeit vorantreiben, muss es andere Bedingungen für die vernetzte Zusammenarbeit auf der Wikipedia geben. So sind in der Wikipedia zwar auch formale Strukturen (Regeln) und auch Elemente der Kontrolle, wie beispielsweise Administratoren, eine Qualitätskontrolle oder auch die Notwendigkeit von Sichtungen, vorhanden. Dennoch funktioniert diese Art der Zusammenarbeit ausschließlich dadurch, dass die Inhalte weitgehend dezentral und autonom durch die Nutzer oder auch gemeinsam im Rahmen von Portalen oder Redaktionen erstellt werden. Vor allem die Freiheit der Gestaltung und die Anforderungsvielfalt bei der Arbeit an den Artikeln ist für viele Autoren der Wikipedia der Anreiz zur Social Collaboration. Sie sind durch die Rahmenstruktur, die Wikipedia technisch und sozio-kulturell vorgibt, intrinsisch motiviert zur Mitarbeit. Gerade der Erfolg zeigt, dass eine Social Collaboration dann funktionieren kann, wenn diese speziellen Bedingungen gegeben sind. Man kann weiter zeigen, dass sich eine solche Praxis erst etablieren muss, also durch das aktive Tun entwickelt und gelebt wird.

### Bekannte Probleme
Zwei immer wieder auftretende Probleme bei der Implementierung einer Social (Business) Collaboration, also vor allem bei der Anwendung im Bereich von Unternehmen, sind bisher bekannt:
- Ein grundsätzlicher Widerspruch der Autonomie von Personen, Gruppen und Teams gegenüber zentralen Instanzen wie etwa den eingesetzten ERP-Systemen
- Die Einführung als reine Technologie und damit nicht als partizipativer Prozess

#### Grundsätzlicher Widerspruch zu ERP-Systemen

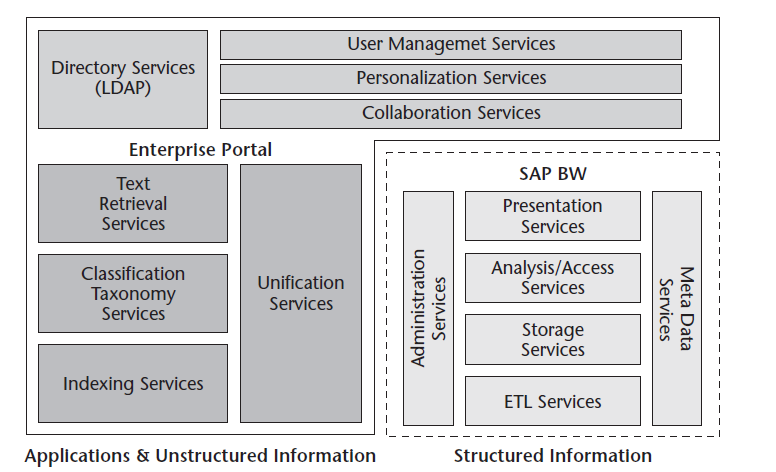
ERP (Enterprise-Resource-Planning) Systeme wie etwa SAP weisen durch ihre zentralistische Programmierung und Ausführung einen grundsätzlichen Widerspruch zum sozio-kulturellen Prozess eine Social Collaboration auf. Deshalb gibt es in der betrieblichen Praxis meist enorme Konflikte zu bewältigen.

Im Bereich des Einsatzes einer Social Collaboration im Unternehmenskontext gibt es einen grundsätzlichen Widerspruch: Der partizipative Prozess, der stark auf dezentrale autonome Personen und Gruppen setzt, kollidiert systematisch mit Enterprise-Resource-Planning Vorstellungen und -Systemen (ERP) wie etwa SAP. Diese bilden Geschäftsprozesse ab, was sich mitunter deutlich von den notwendigen Arbeitsprozessen unterscheidet. Die Grundidee (und Programmierung) dieser Systeme, die ursprünglich weitgehend aus den 1970er Jahren stammen, setzen vor allem eine zentralisierte Steuerungs-, Planungs- und Überwachungseinheit als letzte Instanz eines one best way voraus. Die auf eine vollständige Erfassung der Prozesse über Kennzahlen gestützt wird (Controlling). In der Praxis führt gerade dieser Widerspruch zu enormen Konflikten. Wenn dieser nicht gelöst wird, dann bleibt Social Collaboration als Prozess bei der technischen Einführung der Plattformen stehen, wird also nicht als soziale Praxis gelebt oder durchführbar. Der in Gang gesetzte unternehmenskulturelle Wandel muss deshalb vor allem die Frage betreffen, inwiefern ein (überbordendes) Controlling abgeschafft wird bzw. die notwendige Autonomie sichergestellt werden kann. Das gilt in einem recht unmittelbaren Sinn auch für die sozio-kulturelle Praxis von Be- und Entlohnungssystemen. Hier muss geklärt werden, dass die intrinsische Motivation nicht durch externe Anreize, wie etwa Prämien bei einer Zielerreichung, verdrängt wird.

#### Einführung als reine Technologie
Ein weiteres großes Problemfeld ergibt sich dann, wenn eine Social (Business) Collaboration bei der Implementierung weiterhin nur als Technologie verstanden und eingeführt wird. Eine solche Art der Einführung schafft sich seine eigene sozio-kulturelle Struktur. Die jedoch in der Praxis ebenfalls dazu führt, dass die vielfältigen Möglichkeiten weitgehend brach liegen. Um Social Collaboration als Prozess im Unternehmenskontext erfolgreich zu implementieren, müssen von Anfang an auch die Beschäftigten, ihre Interessenvertretungen, wie beispielsweise der Betriebsrat, und auch die Personalabteilungen gleichberechtigt mitgestalten können und einbezogen werden.

#### Betrachtung lediglich als kulturelle Veränderung
Aber auch die Betrachtung alleine auf der sozio-kulturellen Ebene ist nicht hilfreich. Mit der Auswahl der eingesetzten Plattformen wird auch technisch festgelegt, welche konkreten Möglichkeiten es für den Arbeitsprozess gibt. Vor allem in der Soziologie der Arbeit ist eine Negation der grundsätzlich auch technisch anderen Möglichkeiten der Partizipation und sozialen Praxis häufig anzutreffen. Denn "die Ebene des Technischen [...] ist nicht loslösbar von organisationalen Dimensionen". Auch intraorganisational geht es natürlich um Macht, Autonomie und Kontrolle. Aber auch darum, ob der Einsatz der konkreten Technik an alten Modellen einer rationalen Betriebsvorstellung festgemacht oder auf Basis hierarchischer Technologie eingeführt wird. Mit anderen Worten: Ob die gewollte Offenheit von Web 2.0 Anwendungen tatsächlich auch technisch in autonomen Arbeitsprozessen mündet.

## Zukunftsprognosen
Social Collaboration Plattformen haben, genauso wie der angedachte Prozess, dann eine Chance, breit verwirklicht zu werden, wenn die sozio-kulturellen Veränderungen mitbedacht und gestaltet werden. Bzw. wenn die notwendigen Voraussetzungen von vornherein zur Verfügung gestellt werden. Dazu gehört nicht zuletzt die Eingrenzung von Kontrollvorstellungen oder die Aufhebung von Machtstrukturen.
Genauso ist darauf zu achten, eine intrinsische Motivation und ein Zugehörigkeitsgefühl für die Gruppe zu schaffen. Eine wichtige Bedingung, das sich nicht zwingend mit Vorhaben wie etwa dem Crowdsourcing oder Crowd-Working verträgt. Hier wird die weitere Entwicklung zeigen, welche zentralen Voraussetzungen für eine soziale Praxis einer Social Collaboration unabdingbar sind.